# Richie Crabtree
Richard Arthur „Richie“ Crabtree  (* 23. Januar 1934 in Sidney (Montana)) ist ein US-amerikanischer Jazzpianist (auch Orgel) und Arrangeur.

## Leben und Wirken
Richie Crabtree stammt aus Montana und war ein Schüler von Freddie Saatman. Er beschäftigte sich zudem mit der Musik Arnold Schönbergs.  Bekannt wurde er in den USA durch seine Mitgliedschaft in der Formation The Mastersounds, in der Ende der 1950er und Anfang der 1960er Jahre die Montgomery-Brüder spielten, Monk Montgomery am Bass, Buddy Montgomery am Vibraphon sowie Benny Barth am Schlagzeug. Nach 1961 liegen keine weiteren Aufnahmen Crabtrees vor. 
Im Bereich des Jazz war er zwischen 1957 und 1961 an 14 Aufnahmesessions beteiligt.